# Psíloma
Psíloma är en ort i Grekland.   Den ligger i prefekturen Trikala och regionen Thessalien, i den centrala delen av landet, 270 km nordväst om huvudstaden Aten. Psíloma ligger 658 meter över havet och antalet invånare är 163.
Terrängen runt Psíloma är kuperad. Runt Psíloma är det ganska glesbefolkat, med 34 invånare per kvadratkilometer. Närmaste större samhälle är Kalampáka, 16,7 km söder om Psíloma. Trakten runt Psíloma består till största delen av jordbruksmark.